# Eric Gill
Arthur Eric Rowton Gill, (Brighton, 22 de febrer de 1882 - Uxbridge, Hillingdon, 17 de novembre de 1940), més conegut com a Eric Gill va ser un tipògraf i escultor anglès.
Va néixer a la costa del sud d'Anglaterra, en el si d'una família de tradició missionera. Era fill d'un pastor pertanyent a una secta poc coneguda del metodisme calvinista que més tard va reingressar a l'Església anglicana, la qual cosa no va poder evitar que aquella etapa de dissensió religiosa que havia envoltat la infantesa de Gill deixés, com és evident, una profunda empremta en la seva personalitat. Va estudiar a l'escola d'art de Chichester i a l'edat de 17 anys s'empra com a aprenent de W. H. Caroë, arquitecte de la Comissió Eclesiastica a Westminster. A l'Escola Central d'Arts i Oficis assisteix a classes de cal·ligrafia impartides per Edward Johnston i en un curt període es converteix en un prestigiós artesà.
Gill esculpeix lletres en pedra i també en fusta per als títols de les portades dels llibres, i va arribar a ser conegut a tot el país pels seus treballs escultòrics per a la seu de la BBC a Portland Place i per a la catedral de Westminster. Eric Gill comença a dissenyar tipus per a impremta només després d'una gran tasca de persuasió exercida sobre ell per Stanley Morison, ja que com ell deia la tipografia no era el seu camp d'actuació i no tenia cap experiència sobre el tema. Va ser el tipògraf i escultor britànic, més conegut per la seva aportació en el camp de la tipografia, el qual va crear diferents famílies de fonts tipogràfiques: Gill Sans (1928), Perpetua (1929), Solus (1929), Golden Cockerel Roman (1930), Joanna (Hague & Gill - 1930) i Bunyan (1934).